# 張文規

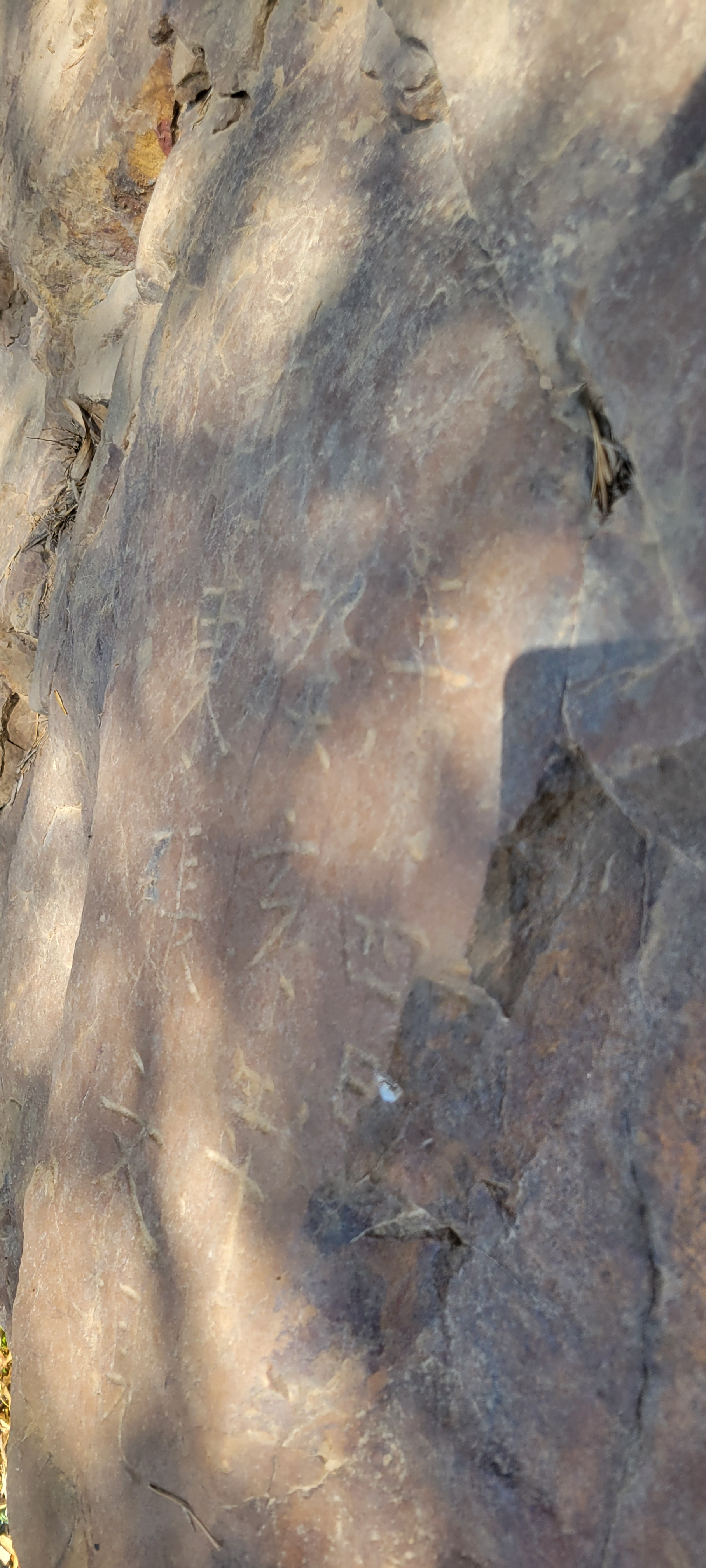
张文规于长兴顾渚山老鸦窝留下的题名：河东张文规，癸亥年（会昌三年，843）三月四日。

張文規，唐朝河東猗氏（今山西永濟）人。唐代詩人。
唐憲宗時刑部尚書張弘靖之子。張弘靖為幽州朱克融所囚，張文規不及时探視，为人所鄙，被贬为安州刺史。文規“少耽墨妙，備盡楷模，彥遠自幼及長，習熟知見”，歷官吳興太守、湖州刺史，曾訪謝安墓，終官桂管防禦觀察使。著有《吳興雜錄》。有子張彥遠。